# Stepfershausen
Stepfershausen – dzielnica miasta Meiningen w Niemczech, w kraju związkowym Turyngia, w powiecie Schmalkalden-Meiningen. Do 30 grudnia 2019 samodzielna gmina, której niektóre zadania administracyjne realizowane były już przez Meiningen. Miasto to pełniło rolę "gminy realizującej" (niem. "erfüllende Gemeinde").